# Allepipona erythrospila
Allepipona erythrospila är en stekelart som först beskrevs av Cameron 1905.  Allepipona erythrospila ingår i släktet Allepipona och familjen Eumenidae. Utöver nominatformen finns också underarten A. e. lesothensis.